# John Qualen
John Qualen (* 8. Dezember 1899 in Vancouver; † 12. September 1987 in Torrance, Kalifornien;  eigentlich Johan Mandt Kvalen) war ein kanadischer Theater- und Filmschauspieler.

## Leben
Qualen wurde als Johan Mandt Kvalen in Vancouver als Sohn norwegischer Einwanderer geboren. Sein Vater war ein evangelischer Pastor, der den Familiennamen Kvalen in Qualen änderte. Schon bald zog die Familie nach Illinois, wo Qualen in Elgin aufwuchs. Nach dem Sieg bei einem Rhetorik-Wettbewerb erhielt er ein Stipendium für die Northwestern University, wo er erste Erfahrungen als Schauspieler sammelte. Nach dem Scheitern einer eigenen Bühnenshow schlug er sich eine Zeitlang als Verkäufer in Kansas City durch. 1929 ging er nach New York, um am Broadway Theater zu spielen. Dort gelang ihm der Durchbruch in Elmer Rices Bühnenstück Street Scene als schwedischer Hausmeister, den er zwei Jahre später in seinem Debütfilm, der im Original gleichnamigen Leinwandverfilmung Der Engel der Straße (1931), erneut verkörperte.
Noch im selben Jahr arbeitete Qualen zum ersten Mal mit Regisseur John Ford zusammen, als er in dem Film Arrowsmith in einer kleinen Nebenrolle auftrat. In den darauffolgenden 33 Jahren spielte Qualen in einer ganzen Reihe von Fords Filmen, etwa als Muley Graves in Früchte des Zorns (1940), und oftmals neben John Wayne, so etwa in Der lange Weg nach Cardiff (1940), Der Schwarze Falke (1956) und Der Mann, der Liberty Valance erschoß (1962).
Qualen, der in seinen Rollen oft mit skandinavischem Akzent sprach, war als Charakterdarsteller in weit mehr als 100 Spielfilmen zu sehen. Aufgrund seiner eher zierlichen Statur und seines gequält wirkenden Gesichtsausdrucks wurde er häufig in Opferrollen besetzt. Bekannt war er jedoch auch für die drei Filme The Country Doctor (1936), Reunion (1936) und Five of a Kind (1938), in denen er den überforderten Vater der seinerzeit berühmten Dionne-Fünflinge spielte. Prägnante Nebenrollen hatte er zudem als scheuer Widerstandskämpfer Berger im Filmklassiker Casablanca (1942) und an der Seite von Rosalind Russell und Cary Grant in der Screwball-Komödie Sein Mädchen für besondere Fälle (1940), in der er den geistesverwirrten und seinem Schicksal gleichgültigen Mörder Earl Williams verkörperte.
Ab den 1950er Jahren kam Qualen häufig in US-amerikanischen Fernsehserien zum Einsatz, beispielsweise in Polizeibericht (1953), Alfred Hitchcock Presents (1956), Maverick (1958/1961), Bonanza (1961), Die Leute von der Shiloh Ranch (1964), Männerwirtschaft (1971–1973) und Die Straßen von San Francisco (1973). Nach einer Gastrolle in der Fernsehserie Abenteuer der Landstraße zog er sich im Jahr 1974 von der Schauspielerei zurück.
Ab 1924 war Qualen mit Pearle Larson (1901–1994) verheiratet. Gemeinsam hatten sie die drei Töchter Meredith, Kathleen und Tina. Qualen erblindete in seinen letzten Lebensjahren. Er starb 1987 an Herzversagen in Torrance, Kalifornien, wo er die letzten zwölf Jahre seines Lebens verbracht hatte, und wurde im Forest Lawn Memorial Park in Glendale beigesetzt.

## Filmografie
Filme
- 1931: Street Scene
- 1931: Arrowsmith
- 1933: Der Staranwalt von Manhattan (Counsellor at Law)
- 1934: Zwei Herzen auf der Flucht (Fugitive Lovers)
- 1934: Tag, Nellie! (Hi, Nellie!)
- 1934: Das Mädel aus der Unterwelt (Upperworld)
- 1934: Sing and Like It
- 1934: He Was Her Man
- 1934: Unser tägliches Brot (Our Daily Bread)
- 1934: Servants’ Entrance
- 1934: 365 Nights in Hollywood
- 1935: In den Kanälen von Paris (Charlie Chan in Paris)
- 1935: One More Spring
- 1935: In blinder Wut (Black Fury)
- 1935: The Farmer Takes a Wife
- 1935: Blutige Perlen (Whipsaw)
- 1936: Seine Sekretärin (Wife vs. Secretary)
- 1936: The Country Doctor
- 1936: Wir marschieren um Mitternacht! (The Road to Glory)
- 1936: Meet Nero Wolfe
- 1936: Reunion
- 1937: Im siebenten Himmel (Seventh Heaven)
- 1937: Fifty Roads to Town
- 1937: Denen ist nichts heilig (Nothing Sacred)
- 1937: The Bad Man of Brimstone
- 1938: Joy of Living
- 1938: Über die Grenze entkommen (The Texans)
- 1938: The Mad Miss Manton
- 1938: Five of a Kind
- 1939: Auf in den Kampf (Stand Up and Fight)
- 1939: Mickey the Kid
- 1939: Honeymoon in Bali
- 1939: Thunder Afloat
- 1939: Four Wives
- 1940: Sein Mädchen für besondere Fälle (His Girl Friday)
- 1940: Früchte des Zorns (The Grapes of Wrath)
- 1940: Blondie on a Budget
- 1940: Angels Over Broadway
- 1940: Knute Rockne, All American
- 1940: Der lange Weg nach Cardiff (The Long Voyage Home)
- 1941: Model Wife
- 1941: Der Dollarregen (Million Dollar Baby)
- 1941: Ufer im Nebel (Out of the Fog)
- 1941: Verfluchtes Land (The Shepherd of the Hills)
- 1941: Die Unvollendete (New Wine)
- 1941: Der Teufel und Daniel Webster (All That Money Can Buy)
- 1942: Das Dschungelbuch (Rudyard Kipling’s Jungle Book)
- 1942: Die fröhliche Gauner GmbH (Larceny, Inc.)
- 1942: Tortilla Flat
- 1942: Casablanca
- 1942: Arabische Nächte (Arabian Nights)
- 1943: Swing Shift Maisie
- 1944: The Impostor
- 1944: An American Romance
- 1944: Dark Waters
- 1945: Eine Frau mit Unternehmungsgeist (Roughly Speaking)
- 1945: River Gang
- 1945: Unter schwarzer Flagge (Captain Kidd)
- 1945: Mann ohne Herz (Adventure)
- 1947: Lied des Orients (Song of Scheherazade)
- 1947: High Conquest
- 1947: Befehl des Gewissens (The Fugitive)
- 1948: Alias a Gentleman
- 1948: My Girl Tisa
- 1948: 16 Fathoms Deep
- 1948: Der Mann mit der Narbe (Hollow Triumph)
- 1949: Die rote Schlinge (The Big Steal)
- 1950: Käpt’n China (Captain China)
- 1950: Die Piratenbraut (Buccaneer’s Girl)
- 1950: Der geheimnisvolle Ehemann (The Jackpot)
- 1950: Einer weiß zuviel (Woman on the Run)
- 1950: The Flying Missile
- 1951: Belle Le Grand
- 1951: Goodbye, My Fancy
- 1952: Hans Christian Andersen und die Tänzerin (Hans Christian Andersen)
- 1953: Stunde der Abrechnung (Ambush at Tomahawk Gap)
- 1953: Der Richter bin ich (I, the Jury)
- 1954: Es wird immer wieder Tag (The High and the Mighty)
- 1954: Alt Heidelberg (The Student Prince)
- 1954: Wo der Wind stirbt (Passion)
- 1954: The Other Woman
- 1955: Unchained
- 1955: Der Seefuchs (The Sea Chase)
- 1955: In Acht und Bann (At Gunpoint)
- 1956: Der Schwarze Falke (The Searchers)
- 1956: Johnny Concho – Der Bruder des Banditen (Johnny Concho)
- 1957: Herrscher über weites Land (The Big Land)
- 1958: My World Dies Screaming
- 1958: Strich durch die Rechnung (The Gun Runners)
- 1958: Mit dem Messer im Rücken (Revolt in the Big House)
- 1959: Anatomie eines Mordes (Anatomy of a Murder)
- 1960: Die Unerbittlichen (Hell Bent for Leather)
- 1960: Elmer Gantry
- 1960: Land der tausend Abenteuer (North to Alaska)
- 1961: Zwei ritten zusammen (Two Rode Together)
- 1962: Der Mann, der Liberty Valance erschoß (The Man Who Shot Liberty Valance)
- 1963: Die Hafenkneipe von Tahiti (Donovan’s Reef)
- 1963: Der Preis (The Prize)
- 1964: Der mysteriöse Dr. Lao (7 Faces of Dr. Lao)
- 1964: Cheyenne (Cheyenne Autumn)
- 1965: Diese Calloways (Those Calloways)
- 1965: Schweden – Nur der Liebe wegen (I’ll Take Sweden)
- 1965: Die vier Söhne der Katie Elder (The Sons of Katie Elder)
- 1965: Träumende Lippen (A Patch of Blue)
- 1966: Höchster Einsatz in Laredo (A Big Hand for the Little Lady)
- 1968: Der Gnadenlose (P.J.)
- 1968: Die fünf Vogelfreien (Firecreek)
- 1969: Hail, Hero!
- 1973: Frasier, the Sensuous Lion

Fernsehserien
- 1951: Racket Squad (eine Folge)
- 1952: Rebound (eine Folge)
- 1953: Polizeibericht (Dragnet) (zwei Folgen)
- 1953: Cavalcade of America (eine Folge)
- 1954: Omnisbus (zwei Folgen)
- 1954: Public Defender (eine Folge)
- 1956: Vater ist der Beste (Father Knows Best) (eine Folge)
- 1956: Alfred Hitchcock präsentiert (Alfred Hitchcock Presents) (drei Folgen)
- 1956: Climax! (eine Folge)
- 1955/1957: December Bride (zwei Folgen)
- 1957: Cheyenne (eine Folge)
- 1958: Yancy Derringer (zwei Folgen)
- 1958: This Is Alice (eine Folge)
- 1958/1961: Maverick (zwei Folgen)
- 1958/1959: The Californians (zwei Folgen)
- 1959: Bronco (eine Folge)
- 1959: Gold in Alaska (The Alaskans) (eine Folge)
- 1960: Sugarfoot (eine Folge)
- 1960: Abenteuer unter Wasser (Sea Hunt) (eine Folge)
- 1960–1962: Lawman (drei Folgen)
- 1961: Klondike (eine Folge)
- 1961: Outlaws (eine Folge)
- 1961: Bonanza (eine Folge)
- 1961–1965: Mr. Ed (Mister Ed) (drei Folgen)
- 1962: Am Fuß der blauen Berge (Laramie) (eine Folge)
- 1963: Im Wilden Westen (Death Valley Days) (eine Folge)
- 1963: The Real McCoys (zwei Folgen)
- 1963/1965: Ben Casey (zwei Folgen)
- 1964: Mein Onkel vom Mars (My Favorite Martian) (eine Folge)
- 1964: Die Leute von der Shiloh Ranch (The Virginian) (eine Folge)
- 1964: Stationsarzt Dr. Kildare (Dr. Kildare) (eine Folge)
- 1966: Mutter ist die Allerbeste (The Donna Reed Show) (eine Folge)
- 1966: Amos Burke (Burke’s Law) (zwei Folgen)
- 1966: Shane (eine Folge)
- 1966: Dancer für U.N.C.L.E. (The Girl from U.N.C.L.E) (eine Folge)
- 1967: Tennisschläger und Kanonen (I Spy) (eine Folge)
- 1968/1970: Green Acres (zwei Folgen)
- 1971: Medical Center (eine Folge)
- 1971–1973: Männerwirtschaft (drei Folgen)
- 1972: Die Partridge Familie (The Partridge Family) (eine Folge)
- 1973: FBI (The F.B.I.) (eine Folge)
- 1973: Die Straßen von San Francisco (eine Folge)
- 1974: Abenteuer der Landstraße (Movin’ On) (eine Folge)